# Сукочев, Александр Григорьевич
Александр Григорьевич Сукочев (Усмань, Тамбовская губерния — 7 октября 1913, там же) — купец, Губернский земский гласный, Председатель городской Думы.

## Биография

Клавдия Васильевна Огаркова с мужем Александром Григорьевичем Сукочевым

Родился в г. Усмань в купеческой семье. Дед — купец Дмитрий Васильевич Сукочев (1794—1865). Отец — купец 2-й гильдии Григорий Дмитриевич Сукочёв (1815—1904). Городской Голова г. Усмани (1864—1866). Гласный Городской Думы (1887—1891). Член Совета Городской Общественной Сукачева и Иванова Богадельни (1901—1905). Владелец Салотопенного завода. Почётный гражданин города, крупнейший благотворитель Усманских храмов (1905—1907 г. по разрешению Епархиального начальства им была построена новая каменная Церковь Успения Пресвятой Богородицы).

Александр Григорьевич Сукочев член народнического кружка. Входил в кружок И. В. Федотова — купца, мецената, книгочея-библиофила, основателя Усманской публичной библиотеки. Губернский земский гласный по Усманскому уезду (1888). Председатель Думы (1901—1911). Гласный Городской Думы (1902—1913). Член Попечительного Совета женской прогимназии (1895—1898), женской гимназии (1904—1912). Почетный смотритель Усманского 4-х классного училища (1904—1907). Член Правления Городской Общественной Публичной библиотеки с читальней (1911—1912). Земский начальник Уездного Училищного Совета (1911—1913). Член Совета Городской Общественной «Сукачева-Иванова» Богадельни (1911—1913). Председатель Городского общества взаимного от огня страхования (1912—1913). Член Совета «Охотниковской» богадельни (1912). Член Отделения Епархиального Училищного Совета (1913—1914).
Владелец Салотопенного завода с 14 рабочими и доходностью 19000 руб. Кроме того, в г. Усмань находилась табачная фабрика Сукочева с 30 рабочими.

### Семья
Жена — Клавдия Васильевна Сукочева (урожд. Огаркова), (1868—1958). Попечительница 1-го и 3-го мужского городского приходского училища. В октябре 1916 г., в память о муже, пожертвовала Городскому Управлению 50000 руб. на устройство больницы и амбулатории.
Дети:
- Марина Огаркова (30.04.1914 — ?) — депутат Мытищинского горсовета от конструкторского бюро Вагонного завода (1939). Работала конструктором.

## Признание
1905 г., август — объявлена благодарность начальником Харьковского учебного округа за пожертвование на содержание Георгиевского начального училища.

## Адреса

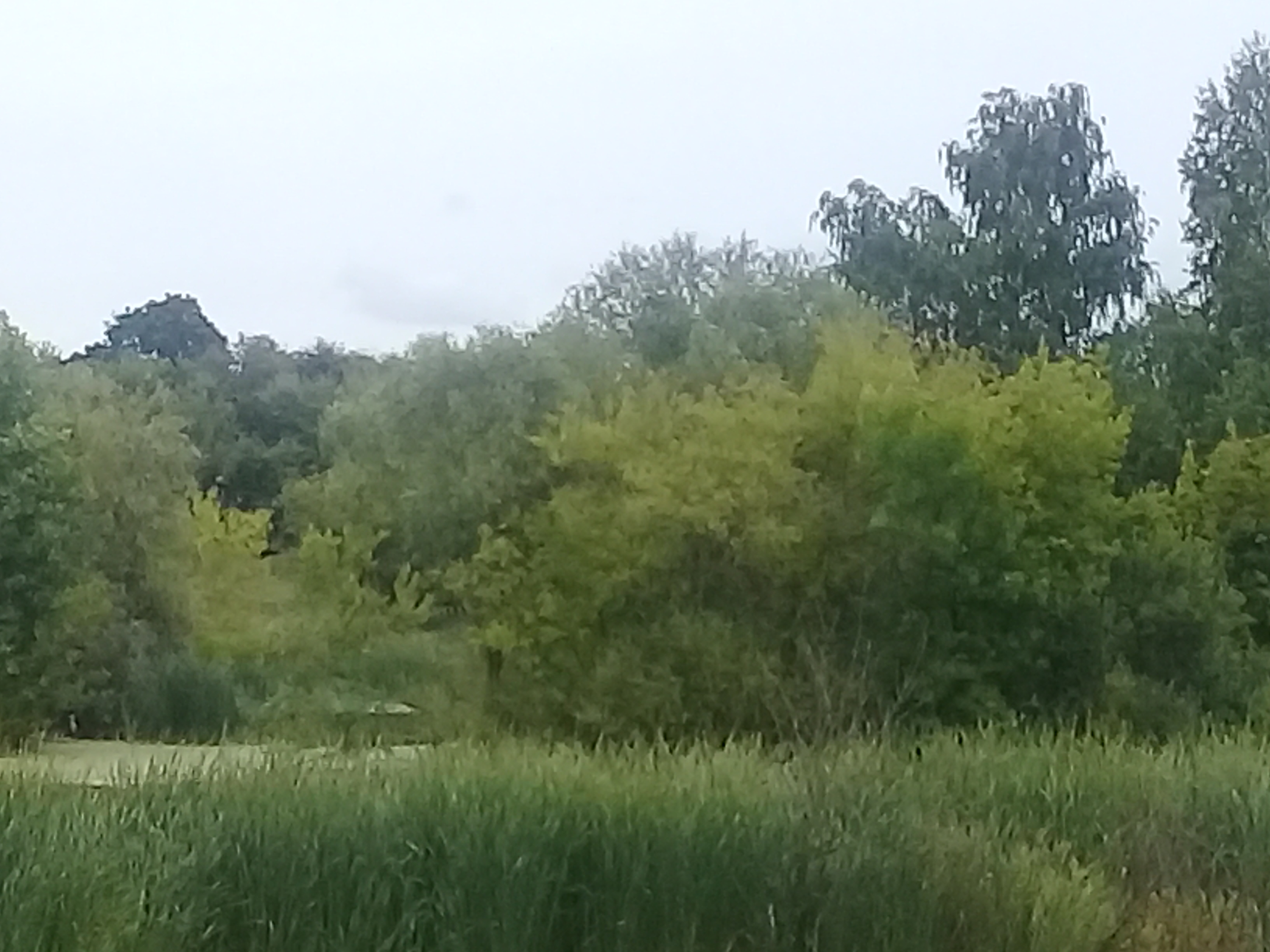
Егоровка (современное состояние)

- Егоровка (современное состояние)Егоровка — имение Сукочевых до 1913 г.
- Завальное (Хомутовка) — имение Сукочевых, переезд в 1914 г., наверное, связано со смертью А. Г. Сукочева. Малинки — наверное, собственное название имения Сукочевых.

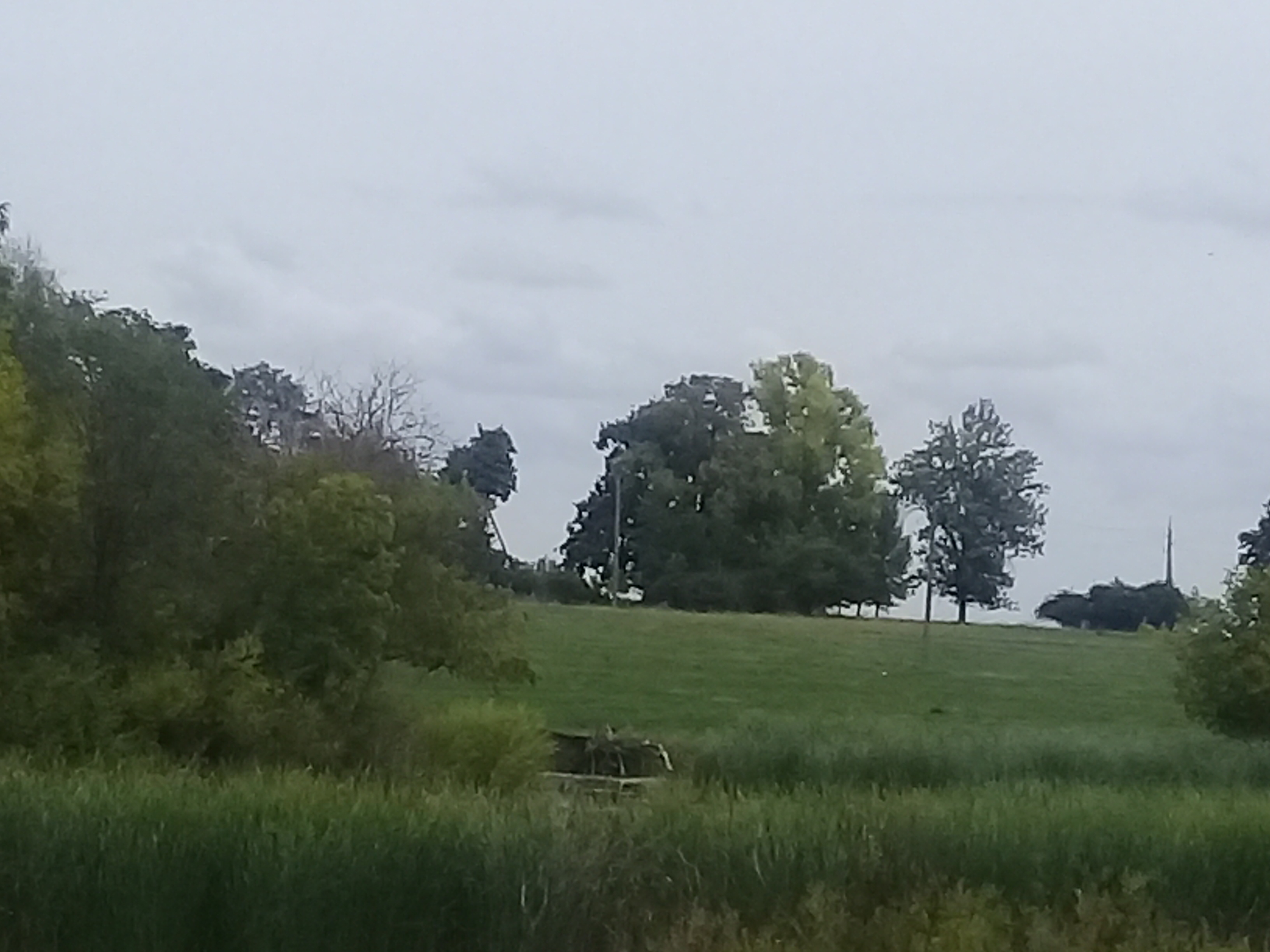
Остатки сада имения Сукочевых в Егоровке

- Остатки сада имения Сукочевых в ЕгоровкеДом А. Г. Сукочева по ул. Базарной (К. Маркса, № 37) в настоящее время жилой дом и частная аптека.
- Дом К. В. Сукочевой по ул. Большой (Ленина, № 20). С 1924 по 1959 гг. в доме размещался детский дом, а затем он был отдан под общежитие педагогического колледжа.